# Isländische Fußballmeisterschaft der Frauen 1984
Die Isländische Fußballmeisterschaft der Frauen 1984 (isländisch 1. deild kvenna) war die 13. Austragung der höchsten isländischen Spielklasse im Frauenfußball. Sie startete am 31. Mai 1984 und endete am 25. August 1984 mit dem Finale zwischen ÍA Akranes und Þór Akureyri (4:1). Die im Doppelrundenturnier in zwei Gruppen ausgetragene Vorrunde wurde erstmals nach der Dreipunkteregel bewertet. ÍA Akranes gewann zum ersten Mal die isländische Meisterschaft.

## Meisterschaft

### Vorrundengruppe A
Tabelle
| Pl. | Verein               | Sp. | S | U | N  | Tore    | Diff. | Punkte |
| --- | -------------------- | --- | - | - | -- | ------- | ----- | ------ |
| 1.  | ÍA Akranes           | 10  | 7 | 2 | 1  | 025:600 | +19   | 23     |
| 2.  | Breiðablik Kópavogur | 10  | 6 | 3 | 1  | 025:300 | +22   | 21     |
| 3.  | Valur Reykjavík      | 10  | 6 | 3 | 1  | 019:700 | +12   | 21     |
| 4.  | BÍ Ísafjörður        | 10  | 4 | 0 | 6  | 012:180 | −6    | 12     |
| 5.  | KR Reykjavík         | 10  | 3 | 0 | 7  | 010:200 | −10   | 09     |
| 6.  | Víkingur Reykjavík   | 10  | 0 | 0 | 10 | 002:390 | −37   | 0      |

Kreuztabelle 
|                      | ÍA Akranes | Breiðablik Kópavogur |     | BÍ Ísafjörður | KR Reykjavík | Víkingur Reykjavík |
| ÍA Akranes           |            | 0:0                  | 2:3 | 2:0           | 3:1          | 9:1                |
| Breiðablik Kópavogur | 0:1        |                      | 0:0 | 4:1           | 4:0          | 5:0                |
| Valur Reykjavík      | 0:0        | 1:1                  |     | 2:0           | 0:1          | 3:0                |
| BÍ Ísafjörður        | 0:2        | 0:3                  | 1:4 |               | 2:1          | 2:0                |
| KR Reykjavík         | 1:2        | 0:3                  | 2:4 | 0:1           |              | 2:0                |
| Víkingur Reykjavík   | 0:4        | 0:5                  | 0:2 | 0:5           | 1:2          |                    |

### Vorrundengruppe B
Tabelle
| Pl. | Verein       | Sp. | S | U | N | Tore    | Diff. | Punkte |
| --- | ------------ | --- | - | - | - | ------- | ----- | ------ |
| 1.  | Þór Akureyri | 6   | 5 | 0 | 1 | 015:300 | +12   | 15     |
| 2.  | KA Akureyri  | 6   | 4 | 1 | 1 | 011:200 | +9    | 13     |
| 3.  | Súlan        | 6   | 1 | 1 | 4 | 003:150 | −12   | 04     |
| 4.  | ÍF Höttur    | 6   | 0 | 2 | 4 | 003:120 | −9    | 02     |

Kreuztabelle 
|              | Þór Akureyri | KA Akureyri | Súlan | ÍF Höttur |
| Þór Akureyri |              | 1:0         | 2:0   | 3:0       |
| KA Akureyri  | 1:0          |             | 2:0   | 1:1       |
| Súlan        | 1:5          | 0:5         |       | 1:0       |
| ÍF Höttur    | 1:4          | 0:2         | 1:1   |           |

### Finale
Das Finale wurde am 25. August 1984 im Stadion Akranesvöllur in Akranes ausgetragen.
|            | Ergebnis |              |
| ---------- | -------- | ------------ |
| ÍA Akranes | 4:1      | Þór Akureyri |

## Torschützenliste
| Platz | Spielerin                             | Verein               | Tore |
| ----- | ------------------------------------- | -------------------- | ---- |
| 1.    | Erla Rafnsdóttir                      | Breiðablik Kópavogur | 11   |
| 2.    | Laufey Sigurðardóttir                 | ÍA Akranes           | 8    |
| 3.    | Ragnheiður Jónasdóttir                | ÍA Akranes           | 7    |
| 4.    | Bryndís Valsdóttir Erna Lúðvíksdóttir | Valur Reykjavík      | 6    |